# 크로스노군 (포트카르파츠키에주)

포트카르파츠키에주 지도에 표시된 크로스노군의 위치

크로스노군(폴란드어: powiat krośnieński)은 폴란드 포트카르파츠키에주에 위치한 군으로 면적은 923.79km2, 인구는 112,301명(2019년 기준), 인구 밀도는 120명/km2이다. 군청 소재지는 크로스노이지만 크로스노군에 속하지 않고 별도의 도시군으로 존재한다.
서쪽으로는 야스워군, 북쪽으로는 스트시주프군, 동쪽으로는 브조주프군, 사노크군과 접하며 남쪽으로는 슬로바키아와 국경을 접한다. 10개 지방 자치체(4개 도시형 농촌, 6개 농촌)를 관할한다.

군기
군 문장